# 三宅村営バス
三宅村営バス（みやけそんえいバス）は、東京都三宅村の三宅村企業課企業係が運営する公営バス。一般路線バスの運行並びに貸切バスの営業を行っている。地方公営企業法は、1956年（昭和31年）4月1日から適用されている。

## 概要
路線バスは三宅島の海岸沿いに点在する集落を結び島を一周している。
前乗り前降りが基本で、乗車時に降車するバス停を申告し料金を支払う信用多区方式となっている。早朝の定期船接続便は例外で降車時に料金を払う。

## 現行路線
- 高校前 - 空港前 - 三池 - 椎取神社 - 支庁前 - 伊豆岬入口 - 錆ヶ浜港入口 - 高校前 - 空港前 - 三池＜左回り＞
- 逆ルートの右回りも同数運転されている。
- 三宅高校の登下校にあわせて通学バスが運転されることもある。
- 時刻表に書かれていないが、早朝に到着する東京からの定期船にあわせて右回り・左回りのバスが運転される。このバスは到着港でしか乗車できず、他のバス停は降車のみ扱う。
  - 右回り・左回りともに第3便は東京行き定期船に接続する。三宅島はその日の海況で出帆港が変更されるが、この便は必ず当日の出帆港を経由する。

## 車両
旧来の車両は2000年（平成12年）の噴火により火山性ガスで腐食し全車使用不能となり廃車。島民の帰島にあわせて東京都交通局（都営バス）から譲渡された中古車両に置き換えられた。
現在ではこの車両も火山性ガスによる腐食の影響から廃車が相次ぎ、川崎鶴見臨港バスなどからの譲渡車も活躍している。